# Загурув (гмина)
Загурув (пол. Zagórów) — гмина (уезд) в Польше, входит как административная единица в Слупецкий повет, Великопольское воеводство. Население — 9039 человек (на 2008 год).

## Сельские округа
1. Адамеж
2. Анелево
3. Аугустынув
4. Букове
5. Вромбчин
6. Грондзень
7. Джевце
8. Залесе
9. Имельно
10. Копойно
11. Косчолкув
12. Кошелевска-Лонка
13. Лазиньск-Други
14. Лазиньск-Первши
15. Лазы
16. Ломув
17. Луком
18. Марянтув
19. Михалинув-к.-Олесницы
20. Михалинув-к.-Тромбчина
21. Мышакувек
22. Нова-Весь
23. Олесница
24. Осины
25. Скокум
26. Станиславув
27. Тромбчин
28. Шетлев
29. Шетлевек

## Прочие поселения
1. Блота
2. Винцентово
3. Влодзимирув
4. Вромбчин-Гурски
5. Вымыслув
6. Грабина
7. Гурка
8. Кирхоль
9. Копойно-Парцеле
10. Малы-Ляс
11. Мышакув
12. Олесница-Фольварк
13. Ольхово
14. Подбель
15. Поромбки
16. Пшибыслав
17. Смоленец
18. Стависко
19. Таршево
20. Тромбчин-Б
21. Тромбчин-Д
22. Тромбчин-Дворски
23. Хрусцики
24. Хута-Лукомска
25. Червонка-Длуга

## Соседние гмины
1. Гмина Гизалки
2. Гмина Гродзец
3. Гмина Жгув
4. Гмина Лёндек
5. Гмина Пыздры